# Бодфіш (Каліфорнія)
Бодфіш (англ. Bodfish) — переписна місцевість (CDP) в США, в окрузі Керн штату Каліфорнія. Населення — 2008 осіб (2020).

## Географія
Бодфіш розташований за координатами 35°34′27″ пн. ш. 118°28′52″ зх. д. / 35.57417° пн. ш. 118.48111° зх. д. (35.574029, -118.481177).  За даними Бюро перепису населення США в 2010 році переписна місцевість мала площу 20,68 км², з яких 20,64 км² — суходіл та 0,03 км² — водойми.

## Демографія
Згідно з переписом 2010 року, у переписній місцевості мешкало 1956 осіб у 881 домогосподарстві у складі 522 родин. Густота населення становила 95 осіб/км².  Було 1184 помешкання (57/км²).
Расовий склад населення:
| - 89,9 % — білих - 2,6 % — корінних американців - 0,7 % — азіатів - 0,2 % — вихідців з тихоокеанських островів - 0,2 % — чорних або афроамериканців - 2,5 % — осіб інших рас |

До двох чи більше рас належало 4,0 %. Частка іспаномовних становила 9,7 % від усіх жителів.
За віковим діапазоном населення розподілялося таким чином: 19,4 % — особи молодші 18 років, 55,5 % — особи у віці 18—64 років, 25,1 % — особи у віці 65 років та старші. Медіана віку мешканця становила 50,1 року. На 100 осіб жіночої статі у переписній місцевості припадало 102,7 чоловіків;  на 100 жінок у віці від 18 років та старших — 105,1 чоловіків також старших 18 років.
Середній дохід на одне домашнє господарство  становив 33 510 доларів США (медіана — 20 959), а середній дохід на одну сім'ю — 34 597 доларів (медіана — 22 304). За межею бідності перебувало 28,2 % осіб, у тому числі 46,5 % дітей у віці до 18 років та 11,2 % осіб у віці 65 років та старших.
Цивільне працевлаштоване населення становило 450 осіб. Основні галузі зайнятості: освіта, охорона здоров'я та соціальна допомога — 38,2 %, роздрібна торгівля — 19,1 %, мистецтво, розваги та відпочинок — 13,3 %, публічна адміністрація — 8,7 %.